# Luna, el misterio de Calenda
Luna, el misterio de Calenda (Luna, o Mistério de Calenda (título em Portugal) ) é uma telessérie espanhola de drama, terror e mistério, originalmente exibida pela Antena 3 entre 10 de abril de 2012 e 10 de abril de 2013. Teve dois temporadas, num total de 20 episódios de aproximadamente 75 minutos cada.
As duas temporadas da série foram transmitidas em Portugal pela SIC Radical, entre 14 de abril e 19 de junho de 2014, num total de 40 episódios — dado que cada episódio original foi dividido em dois — exibidos de segunda a quinta-feira.

## Sinopse
A juíza Sara Cruz e a sua filha Leire mudam-se de Madrid para uma aldeia remota, na montanha de Calenda, a fim de reconstruir as suas vidas ao lado David, marido e pai respetivamente. Na mesma noite em que se instalam, David, que é capitão da Guarda Civil, sai de casa e, desde então, desaparece sem deixar rasto. A descoberta do seu cadáver no bosque dá início a uma investigação à qual Sara está disposta a ir até às últimas consequências para descobrir o motivo e as circunstâncias que levaram ao assassinato de marido. Simultaneamente, Leire apaixona-se pelo seu estranho vizinho, Joel.

## Elenco principal
| Ator/Atriz       | Personagem    |
| ---------------- | ------------- |
| Belén Rueda      | Sara Cruz     |
| Daniel Grao      | Raúl Pando    |
| Álvaro Cervantes | Joel          |
| Fran Perea       | Nacho Castro  |
| Marc Martínez    | Fernando      |
| Olivia Molina    | Olivia Pando  |
| César Goldi      | Basilio Lorca |
| Belén López      | Carola        |
| Lucía Guerrero   | Leire Costa   |
| María Cantuel    | Sonia Murillo |
| Macarena García  | Vera          |
| Carlos Cuevas    | Tomás         |
| Alex Maruny      | Pablo         |
| Daniel Ortiz     | Salva         |
| Álvaro de Luna   | Ernesto Cruz  |
| Roberto Álamo    | Diego         |

## Temporadas
| Temporada | Temporada | Episódios | Exibição original       | Exibição original   | Média (na Espanha) | Média (na Espanha) |
| Temporada | Temporada | Episódios | Estreia de temporada    | Final de temporada  | Audiência          | Share              |
| --------- | --------- | --------- | ----------------------- | ------------------- | ------------------ | ------------------ |
|           | 1         | 12        | 10 de abril de 2012     | 26 de junho de 2012 | 2 790 000          | 15,3%              |
|           | 2         | 8         | 13 de fevereiro de 2013 | 10 de abril de 2013 | 2 500 000          | 13,9%              |